# Amici del Rap
Amici del Rap ist eine Schweizer Rap-Gruppe aus dem Kanton Basel-Landschaft. Die Rap-Produktionen der Band enthalten auch Einflüsse aus Rock, Funk, Soul, Blues und Jazz. Die Texte der beiden MCs Dichter und Mirco Melone sind auf Schweizer Mundart gerappt.

## Geschichte
Bald nach der Gründung 2002 kam DJ ASC dazu. Nach den ersten Erfolgen auf den regionalen Bühnen der Nordwestschweiz wurde DJ Tisa, ein gemeinsamer Bekannter aus Schultagen, dazu geholt. Am 4. Oktober 2004 verzeichnete die Crew mit dem 1. Platz am Newcomer-Contest Rap bim Dänkmol (BS) einen ersten Höhepunkt im Band-Lebenslauf, wodurch sie als Vorgruppe der Raplegende Guru (USA) im Sommercasino in Basel auftreten konnten. Weitere Support-Konzerte u. a. für Pyranja (D), Main Concept (D), TAFS (CH), Oli Banjo (D) folgten. Nach einem kurzen Solo von MC Mirco Melone 2005–2006, bei dem er den nationalen Beatcircus-Wanted-Hip Hop Contest gewann und u. a. Konzerte mit Greis, Baze, Luut & Tüütli sowie Dendemann (D) spielte, veröffentlichte die Band Anfang 2007 ihr Debütalbum Euses Ding. Gleichzeitig mit dem Release gründeten Mirco Melone und Dichter ihr eigenes, regionales Independent-Musik-Label 90Bars. Seit dem Frühling 2008 begann sich die klassische Formation MC-DJ zu ändern, Moe (Schlagzeug), Manuva (Gitarre), Marco Solo (Saxophon), Trendy Andy (Bass) sowie Martina (Gesang) stiessen zu «Amici del Rap». Im November 2010 veröffentlichte die Band ihr zweites Album Sofahelde, ein Mix aus Rap, Funk, Rock und Pop.

## Livekonzerte
Supportshows, Konzerte mit
- Guru (USA)
- Main Concept (D)
- Oli Banjo (D)
- Curse (D)
- Dendemann (D)
- Pyranja (D)
- TAFS (CH)
- Greis (CH)
- Baze (CH)
- Breitbild (CH)
- Brandhärd (CH)
- Lyricas Analas (CH)
- Knackeboul (CH)
- Kalmoo (CH)
- Dynamic Duo (CH)
- Dabu Fantastic (CH)
- Onan (CH)
- etc.

## Diskografie
Alben
- 2010: Sofahelde (feat. TAFS, Open Minded, Rapressiv, G.O.rilla, Samoon)
- 2007: Euses Ding (feat. Eva, Rapressiv)

Sampler-Beiträge
- 2010: Sie hei gseit feat. Mos | Sampler Chilla-Posse (Mos & Dr. Aux, Rappartment. U.a. feat. Pyro, Open Minded, Samoon, Venti etc.)
- 2009: RideNow | Sampler RideNow (Snowboard-DVD)
- 2008: Was Wie?!, Mis Game, Gedanke vomne Dichter | Sampler Altpapier (90Bars-Sampler. U.a. feat. Rapressiv, Open Minded, G.O.rilla, Dorfbuebe, Turn2Tables)

Featurings
- 2009: Dumpf feat. Smagoo | Album Reflexion
- 2008: Abrächnig feat. Rapressiv, Open Minded, G.O.rilla | Album Nochzügler